# ロジェ・バション
ロジェ・バション（Roger Vachon 1957年8月29日 - ）は、フランスのパリ出身の柔道家。階級は95 kg級。身長188 cm。1992年のバルセロナオリンピック61 kg級金メダリストであるカトリーヌ・フローリは義理の妹。

## 人物
1976年の世界ジュニア軽重量級で5位になった。1977年のヨーロッパジュニア95 kg級では3位だった。1979年のプレオリンピックでは3位になったが、翌年のモスクワオリンピックには出場できなかった。1981年にはヨーロッパ選手権で優勝すると、世界選手権では銅メダルを獲得した。1982年以降、ヨーロッパ選手権では無差別を含めて7度も3位以内に入ったが、優勝することはなかった。1983年の世界選手権では5位だった。1984年のロサンゼルスオリンピックでは初戦で敗れた。1987年の地中海競技大会では優勝を飾った。1988年のソウルオリンピックには95 kg超級で出場したが、初戦で敗れた。1990年にはフランス国際95 kg級で優勝した。2016-2020年期のフランス柔道柔術剣道及び関連武道連盟副会長を務める。

## 主な戦績
- 1976年 - 世界ジュニア　軽重量級　5位
- 1977年 - 世界軍人選手権大会　95 kg級　優勝　無差別　3位
- 1977年 - ヨーロッパジュニア　3位
- 1979年 - プレオリンピック　3位
- 1981年 - フランス国際　3位
- 1981年 - ヨーロッパ選手権　優勝
- 1981年 - 世界選手権　3位
- 1981年 - 日本国際柔道大会　2位
- 1982年 - ヨーロッパ選手権　3位
- 1982年 - 嘉納杯　3位
- 1983年 - ヨーロッパ選手権　2位
- 1983年 - 世界選手権　5位
- 1984年 - フランス国際　3位
- 1984年 - ヨーロッパ選手権　3位
- 1985年 - ヨーロッパ選手権　2位
- 1986年 - フランス国際　3位
- 1986年 - ヨーロッパ選手権　95 kg級　2位　無差別　3位
- 1986年 - 嘉納杯　5位
- 1987年 - ヨーロッパ選手権　2位
- 1987年 - 地中海競技大会　優勝
- 1988年 - フランス国際　3位
- 1989年 - フランス国際　3位
- 1990年 - フランス国際　優勝